# Русаковское сельское поселение (Крым)
Русаковское се́льское поселе́ние (укр. Русаківське сільське́ посе́лення, крымскотат. Кокей кой юрту, Kökey köy yurtu) — муниципальное образование в Белогорском районе Республики Крым России.
Административный центр — село Русаковка.

## География
Расположено в северо-западной части Белогорского района, на стыке степной зоны Крыма и предгорий Крымских гор, в балке безымянного ручья, теряющегося в степи.

## Население
| 2001  | 2014  | 2015  | 2016  | 2017  | 2018  | 2019  |
| ----- | ----- | ----- | ----- | ----- | ----- | ----- |
| 1203  | ↘1121 | ↗1122 | ↘1116 | ↘1112 | ↗1127 | ↘1114 |
| 2020  | 2021  |       |       |       |       |       |
| ↗1124 | ↗1149 |       |       |       |       |       |

## Состав
В состав сельского поселения входят 2 населённых пункта:
| № | Населённый пункт | Тип населённого пункта       | Население |
| - | ---------------- | ---------------------------- | --------- |
| 1 | Русаковка        | село, административный центр | ↘918      |
| 2 | Луговое          | село                         | ↘203      |

## История
В 1952 году был образован Русаковский сельский совет. 
На 15 июня 1960 года в составе сельсовета числились сёла:

| - Верна́довка - Егоровка | - Запо́лье - Зо́рька | - Луговое - Русаковка |

Статус и границы Русаковского сельского поселения установлены Законом Республики Крым от 5 июня 2014 года № 15-ЗРК «Об установлении границ муниципальных образований и статусе муниципальных образований в Республике Крым».